# Pesaro
Denna artikel handlar om staden Pesaro. Se också Pesaro e Urbino (provins).
Pesaro (latin: Pisaurum) är en kommun och stad i Italien vid Adriatiska havet. Staden är huvudort i provinsen Pesaro e Urbino och ligger i regionen Marche. Det är ett biskopssäte. Kommunen hade 95 579 invånare (2022). Den tidigare kommunen Monteciccardo uppgick den 1 juli 2020 i Pesaro.
Staden var förr omgiven av vallar med fem portar, vilka dock förstördes under början av 1900-talet; nu återstår endast Porta del Ponte, Porta Rimini och en sträcka av vallarna. I staden finns ett kastell (Rocca Costanza), senare ett fängelse, och över Foglia går en antik bro från Trajanus tid. Vid sidan av katedralen, S. Francesco, kan nämnas prefekturpalatset (hertigarnas av Urbino gamla palats), Rossiniteatern (öppnad 1818), Palazzo Almerici, med stadens museum, innehållande bland annat en betydande majolikasamling, Olivieribiblioteket och ett antikmuseum.
Gioacchino Rossini ("Svanen från Pesaro"), som var född i staden, testamenterade sin förmögenhet till ett musikläroverk, och hans staty restes 1864 i detta. Pesaro har musikkonservatorium och prästseminarium. Hamnen, som endast är tillgänglig för mindre fartyg, försvarades förr av ett fort som fransmännen byggde.
Det gamla Pisaurum blev romersk koloni 184 f.Kr. Namnet kommer av folkslaget picener som bodde där från järnåldern. Under medeltiden hörde Pesaro än till östromerske kejsaren (med Ancona, Fano, Senigallia och Rimini bildade det Pentapolis maritima i Exarkatet), än till påven, än till enskilda familjer (Malatesta, Sforza och della Rovere). 1631 kom det åter till Kyrkostaten. Under familjen Rovere, hertigarna av Urbino, var Pesaro en medelpunkt för den italienska konsten och litteraturen.